# Mimographie
Die Mimographie ist eine 1817 bzw. 1825 von Roch Ambroise Auguste Bébian erfundene Notationsschrift. Dafür werden die formalen Bestandteile der Gebärden (Handform, Ausführungsort, Bewegung) mit entsprechenden Symbolen dargestellt.

## Aufbau
Bébian veranschaulichte seine 200 Zeichen starke Notation anhand von 3 Tafeln. Auf 2 Tafeln wurden die einzelnen Gebärdensymbole vorgestellt und eine diente als Beispieltafel.
Er teilte in die Parameter Bewegung, Gesteninstrumente (Hände, Kopf, Körper) und sonstigen physischen Markierungen ein.

## Zweck
Für Bébian war neben der Verschriftung auch die Standardisierung ein Ziel. Damit könne man die Vermittlung der Gebärdensprache an gehörlose Kinder voranbringen.

## Weitere Entwicklung
Bébians Mimographie fand keine Durchsetzung, obwohl sie weit bekannt war. Es wurden weiterhin aufwändig Bilder (mit Bewegungspfeilen) bevorzugt.
Nachahmer gab es aber trotz dessen. Gut 40 Jahre später, um 1869, entwarf in den USA der Schotte George Hutton ebenfalls eine Gebärdenschrift. Diese wurde später ebenfalls Mimographie genannt.
Im Vergleich zur Stokoe-Notation hat Bébian eine einfache und schnelle Notation, gemäß dem Ikonischen der Gebärden, entwickelt. Stokoe versuchte sich hingegen an einer genaueren linguistischen Einteilung für seine Notationsschrift.